# Pseudemys suwanniensis
Pseudemys suwanniensis är en sköldpaddsart som beskrevs av  Archie Carr 1937. Pseudemys suwanniensis ingår i släktet Pseudemys och familjen kärrsköldpaddor. Inga underarter finns listade i Catalogue of Life.
Populationens taxonomiska status är omstridd. Reptile Database listar den som synonym till Pseudemys concinna.